# واسیلی آدژیچ
واسیلی آدژیچ (انگلیسی: Vasilije Adžić؛ زادهٔ ۱۲ مهٔ ۲۰۰۶) بازیکن فوتبال اهل مونته‌نگرو است که در حال حاضر برای باشگاه فوتبال یوونتوس نکست جن بازی می‌کند. 
وی همچنین در تیم‌های ملی فوتبال زیر ۱۵، ۱۶، ۱۷، ۱۸، ۱۹ و ۲۱ سال مونته‌نگرو بازی کرده است.